# Đại học Versailles
Đại học Versailles là một trường đại học công lập Pháp được thành lập năm 1991 và nằm ở Versailles.

## Tốt nghiệp nổi tiếng
- Nicolas Tenoux (2004), Phi công hàng không và nhà văn